# Tomasz Goehs
Tomasz Goehs (wym. Gejs, ur. 13 marca 1967) – polski perkusista rockowy. Grał m.in. w zespołach Turbo (1987–1990), Creation of Death (1990–1991) i Kazik na Żywo (1994–2004 i 2009–2016). Od 1998 roku jest perkusistą zespołu Kult, a także 2Tm2,3. Na płycie Kultu Salon Recreativo zaśpiewał piosenkę The Beatles "With a little help from my friends".

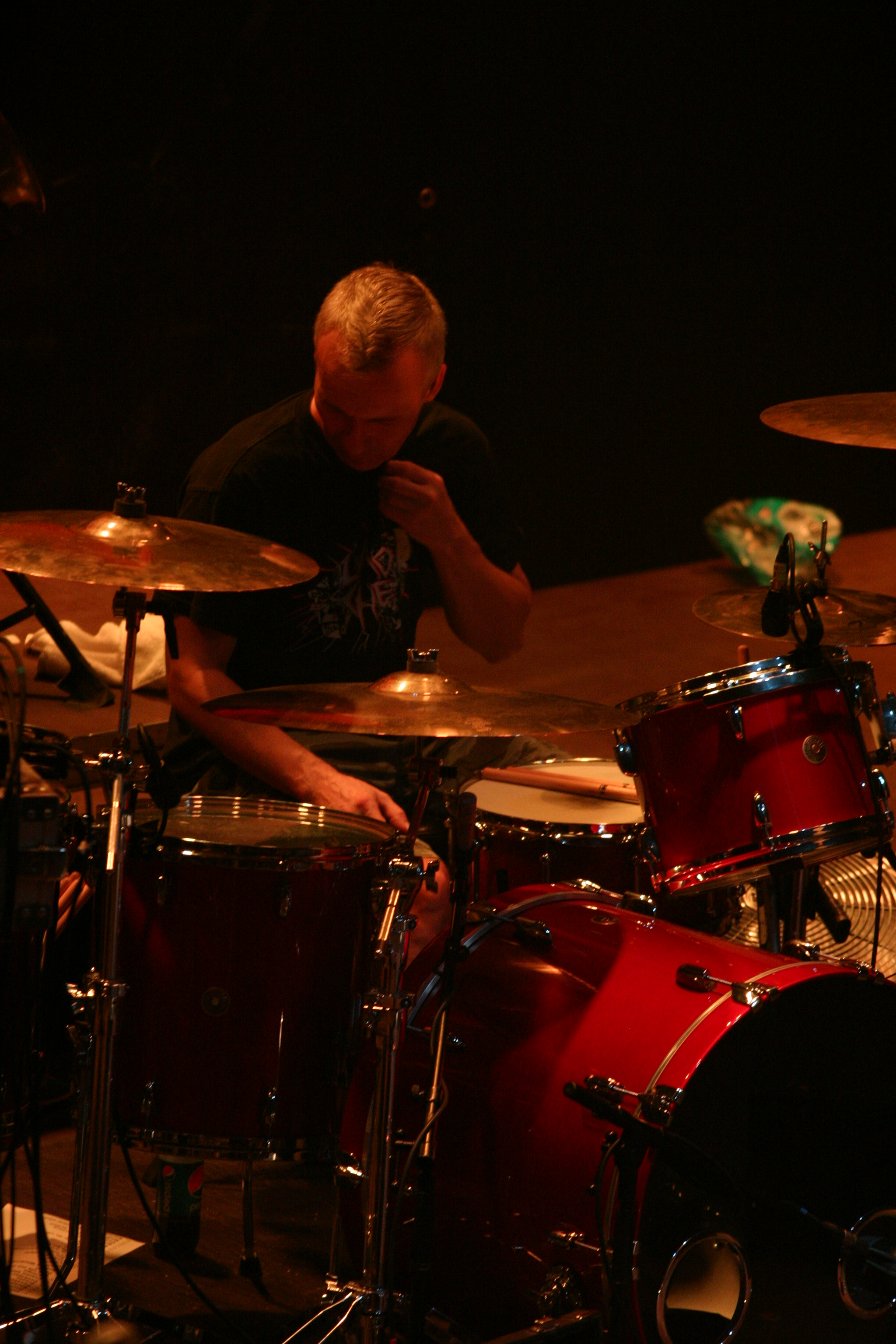
Tomasz Goehs w zespole KULT na koncercie w klubie "Wytwórnia" w Łodzi w dniu 26.10.2014r.

## Dyskografia
źródło:.
Turbo
- Ostatni wojownik (1987)
  - Last Warrior (1988)
- Alive! (1989)
- Epidemic (1989)
  - Epidemie (1990)
- Dead End (1990)

Wilczy Pająk / Wolf Spider
- Wilczy pająk (1989)
- Hue Of Evil (1990)
- Kingdom Of Paranoia (1990)
- Drifting In The Sullen Sea (1991)

Kazik na Żywo
- Porozumienie ponad podziałami (1995)
- Las Maquinas de la Muerte (1999)
- Występ (2002)
- Bar La Curva / Plamy na słońcu (2011)

2Tm2,3
- Przyjdź (1996)
- 2Tm2,3 (1999)
- Pascha 2000 Tour (2000)
- 888 (2006)
- Sursum Corda (2024)

Kult
- Salon Recreativo (2001)
- Poligono Industrial (2005)
- Hurra (2009)
- MTV Unplugged (2010)
- Prosto (2013)
- Wstyd (2016)
- Wstyd. Suplement 2016 (2016)[3]
- Made in Poland (2017)[4]
- Made in Poland II (2017)[5]
- Live Pol’and’Rock Festival (2019)[6]
- Ostatnia płyta (2021)[7]